# HD 203025
HD 203025 — звезда в созвездии Цефея. Находится на расстоянии 2623 световых года (804 парсека) от Земли. Относится к голубым гигантам.

## Характеристики
HD 203025 представляет собой звезду спектрального класса B3III. HD 203025 видна невооружённым глазом, поскольку имеет видимую звёздную величину +6.42. HD 203025 вращается вокруг своей оси со скоростью 90 км/с.